# Justine Germo Nzweundji
Pour les articles homonymes, voir Germo.
Justine Germo Nzweundji est une biotechnologiste des plantes originaire du Cameroun. Elle est présidente de l'Académie camerounaise des jeunes scientifiques. Elle a été boursière 2011 du prix L'Oréal-Unesco pour les femmes et la science.

## Formation
Justine Nzweundji obtient son doctorat à l'université de Yaoundé. Au cours de ses études, elle effectue également des recherches au Centre de recherche et d'éducation tropicales de l'université de Floride et à l'Université A&M d'Alabama (en) entre 2011 et 2013. Son travail à l'étranger depuis le Cameroun est soutenu en partie par une bourse L'Oréal-UNESCO pour les femmes et la science,.
Sa thèse de doctorat porte sur le Prunus africana, un arbre qui est récolté pour produire des médicaments à partir de son écorce. Outre sa longue histoire en médecine traditionnelle, il est évalué dans le cadre d'un traitement contre le cancer de la prostate. Justine Nzweundji travaille sur le développement d'une technique de récolte durable, fournissant un revenu à long terme à la communauté locale tout en maintenant une population d'arbres en bonne santé. La surexploitation est en effet une menace pour les arbres à l'état sauvage. C'est pourquoi, pour les grands projets industriels, Justine Nzweundji envisage de recourir à une production in vitro pour préserver autant d'arbres vivants que possible,. 

## Carrière
En 2018, Justine Nzweundji accepte une bourse postdoctorale pour travailler à l'université Hochschule Geisenheim (de). Justine Nzweundji travaille actuellement à l'Institut de Recherche Médicale et d’Études des Plantes Médicinales/Ministère de la Recherche Scientifique et de l'Innovation au Cameroun. Elle a commencé à y travailler pendant ses études et y est revenue après des projets de recherche à l'étranger. Elle continue d'étudier Prunus africana.
Elle a participé à des forums scientifiques internationaux. Elle tient à engager et à encadrer d'autres jeunes scientifiques et a assumé le rôle de présidente de l'Académie camerounaise des jeunes scientifiques. Elle organise des évènements de prise de parole en public pour favoriser la communication scientifique et la vulgarisation basée sur le format « ma Thèse en trois minutes ». 
Elle est également membre du comité directeur du Réseau international pour le conseil scientifique gouvernemental (International Network for Government Science Advice, INGSA) Afrique depuis 2016,. Nzweundji a collaboré avec des chercheurs internationaux pour discuter de la communication scientifique, ainsi que des inégalités dans la recherche et de la manière dont elles sont exacerbées par le COVID-19. 

## Prix et distinctions
- 2016 : finaliste national pour « ma thèse en 180 secondes » au Cameroun[12].
- 2015 : prix du chercheur junior à l'Institut de recherche médicale et d'études des plantes médicinales[2],[6].
- 2011 : lauréate du prix L'Oréal-Unesco pour les femmes et la science[1].